# رهاب مقابل
الرهاب المقابل أو الرهاب المضاد (بالإنجليزية: counterphobia)‏ هو نوع من الاستجابة تجاه التوتر تتمضن السعي إليه، في محاولة للتغلب علي المصدر الأساسي المتسبب فيه، بدلا من الفرار منه بشكل رهابي.
علي العكس من مصابي اضطراب الشخصية التجنبية، فإن المصابون بالرهاب المقابل تمثل استجابتهم السعي تجاه ما يخافون منه، كما يمكن أن يقع تصنيف المصابين بالاعتمادية ضمن الرهاب المقابل، كون المصابون بالاعتمادية يخافون من التعلق فيحاولون اخفاء ذلك الخوف من خلال الاعتمادية الزائدة.

## الفعالية
تحدث الفعاليات المتحدية للشيطان ضمن إطار الرهاب المقابل كنوع من إنكار الخوف المصاحب للشيطان، كما قد يتضمن التنفيث أحد مصادر الرهاب المقابل ، والذي يعكس اهتمام الذات الكاذبة بأفعال قهرية في محاولة للحفاظ علي القوة والتحكم.
كما يمكن أن يبالغ المراهقين في قيمة الجنس نتيجة الخوف اللاواعي من الضرر الذي يمكن أن يسببه، كما أنه وجد ارتباط بين الرهاب المقابل أثناء القيادة وبين حوادث الطريق.

## اللغة
اعتبرت جوليا كريستيفا (Julia Kristeva) أن اللغة المستخدمة من قبل الطفل تعد نموذج للرهاب المقابل من أجل حماية الطفل من القلق والفقدان[بحاجة لتوضيح] protecting against anxiety and loss.
ويشير علم نفس الأنا إلى أنه من خلال الغموض اللغوي فإن المعاني الملموسة للكلمات قد تسبب في انهيار الرهاب المقابل والعودة بالطفل إلى حالة الخوف.

## فرويد
اعتبر Didier Anzieu أن تنظيرات فرويد عن التحليل النفسي هي دفاع رهابي مقابل ضد التوتر الناتج عن العقلنة: الاجترار بشكل دائم على غريزية وعاطفية العالم، والذي اعتبر السبب الفعلي للخوف.

## العلاج
اعتبر اوتو (Otto Fenichel) أن تفكيك دفاعات الرهاب المقابل تعتبر أول خطوة في طريق العلاج، تليها خطوة تحليل مصدر الخوف نفسه، كما اعتبر أن الصدمة النفسية يمكن أن تحطم دفاعات الرهاب المقابل، الأمر الذي قد يكون مؤلم للمريض ولكن قد يكون مفيد من الناحية العلاجية.
أشار ديفيد رابابورت (David Rapaport) إلي الحاجة للحذر والتمهل الشديد في تحليل دفاعات الرهاب المقابل.

## نماذج ثقافية
يقع الانجذاب لأفلام الرعب ضمن الرهاب المقابل، 
وناقش الفيلم الوثائقي «المرضى» والذي يتحدث عن الأداء الماسوشي للفنان بوب فلاناغان (Bob Flanagan) الرهاب المقابل لفلاناغان، والذي سعى إلى الهروب من ألمه المزمن من خلال الانخراط في أعمال متطرفة من الماسوشية.
بجانب العديد من العوامل النفسية الأخرى، فإن مفهوم رغبة الأشخاص في تنفيذ الأنشطة الموصوفة بأنها «محظورة» أو «ليست آمنة للعمل» تعتبر نموذج من نماذج للرهاب المقابل.